# Colonel Race
Le colonel Race est un personnage fictif créé par Agatha Christie. Il apparait comme personnage secondaire dans plusieurs romans policiers.

## Biographie fictive
Le colonel, dont le prénom n'est pas révélé dans les quatre romans où il apparaît, est présenté comme un homme de grande stature, brun et bronzé par la vie « aux colonies », et qui ne manque pas de faire vive impression sur certaines dames, comme Anne Beddingfeld et Suzanne Blair dans L'Homme au complet marron, les messieurs, comme, dans le même roman sir Eustace Pedler, pouvant concevoir un certain agacement voire des pointes de jalousie devant sa prestance.
En 1922, dans L'Homme au complet marron, il est présenté officieusement comme un agent ou ex-agent des services secrets britanniques. Il est par ailleurs lié à d'autres personnages du roman, au titre de seul héritier connu de lord Eardsley, récemment mort diminué par le chagrin ressenti après que son fils, entre-temps tué à la guerre, ait été convaincu d'un important vol de diamants en Afrique du Sud.
En 1936, dans Cartes sur table, où il est dit âgé d'une cinquantaine d'années, il est astucieusement regroupé par la future victime, Mr. Shaitana, avec trois autres « détectives » (le détective belge Hercule Poirot, l'auteur de romans policiers Ariadne Oliver et le superintendant Battle de Scotland Yard) à une table de bridge installée dans un petit fumoir, tandis que Shaitana fume tranquillement dans une autre pièce à proximité d'une autre table de bridge où sont regroupés quatre criminels ayant été assez astucieux pour échapper à la justice.
En 1937, changement de décor pour Mort sur le Nil, où il retrouve Hercule Poirot lors d'une croisière sur le fleuve égyptien, participant avec lui à l'enquête consécutive à l'assassinat d'une jeune et riche héritière britannique.
En 1944, dans Meurtre au champagne, restant toujours un peu en retrait, il participe, avec l'inspecteur Kemp et le jeune Américain Anthony Browne, à une enquête consécutive au supposé suicide de Rosemary Barton suivi du meurtre, un an plus tard, dans les mêmes circonstances, de son mari George Barton.

## Apparitions
On retrouve le Colonel Race dans quatre romans :
- L'Homme au complet marron (The Man in the Brown Suit, 1922)
- Cartes sur table (Cards on the Table, 1936), où il apparaît aux côtés d'Hercule Poirot, Ariadne Oliver et du Superintendant Battle
- Mort sur le Nil (Death on the Nile, 1937), où il apparaît aux côtés d'Hercule Poirot
- Meurtre au champagne (Sparkling Cyanide [UK] ou Remembered Death [USA], 1945)

[UK] = Royaume-Uni, [USA] = États-Unis

## Adaptations

### Adaptations cinématographiques
David Niven
David Niven incarne le Colonel Race en 1978 dans le film Mort sur le Nil aux côtés de Peter Ustinov dans le rôle d'Hercule Poirot.
-  1978 : Mort sur le Nil (Death on the Nile), film britannique réalisé par John Guillermin, d'après Mort sur le Nil.

### Adaptations télévisuelles
Ken Howard
Ken Howard incarne Gordon Race dans un téléfilm américain de 1989.
-  1989 : L'Homme au complet marron (The Man in the Brown Suit), téléfilm américain initialement diffusé le 4 janvier 1989 sur CBS, d'après L'Homme au complet marron.

Oliver Ford Davies
Oliver Ford Davies incarne le Colonel Geoffrey Reece, inspiré du Colonel Race, dans le téléfilm britannique Meurtre au champagne de 2003.
-  2003 : Meurtre au champagne (Sparkling Cyanide), téléfilm britannique initialement diffusé le 5 octobre 2003 sur ITV, d'après Meurtre au champagne.

James Fox
James Fox incarne le Colonel Race en 2004 dans le téléfilm Mort sur le Nil dans le cadre de la série Hercule Poirot aux côtés de David Suchet.
-  2004 : Mort sur le Nil (Death on the Nile), téléfilm de la série britannique Hercule Poirot, initialement diffusé le 12 avril 2004 sur ITV, d'après Mort sur le Nil.

Robert Pugh
Robert Pugh joue le rôle du Colonel Hughes dans le téléfilm Cartes sur table de la série Hercule Poirot aux côtés de David Suchet. James Fox n'était pas disponible pour le téléfilm, les producteurs ont donc décidé de renommer le personnage du Colonel Race en Colonel Hughes pour expliquer le changement d'acteur.
-  2005 : Cartes sur table (Cards on the Table), téléfilm de la série britannique Hercule Poirot, initialement diffusé le 11 décembre 2005 sur ITV, d'après Cartes sur table.